# Independencia (Chili)
Independencia is een gemeente in de Chileense provincie Santiago in de regio Región Metropolitana. Independencia telde 100.281 inwoners in 2017.